# Wilhelm Karl Prinz von Preußen

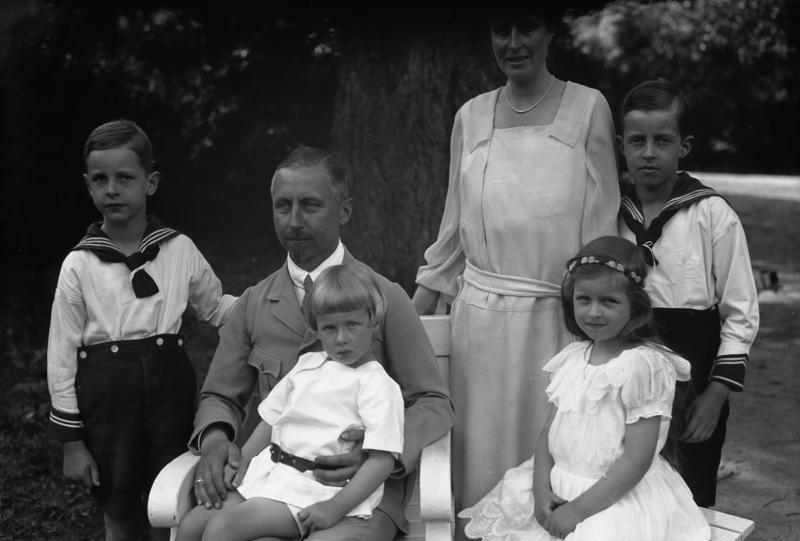
Von links nach rechts: Burchard, Vater Prinz Oskar mit Wilhelm-Karl, Mutter Prinzessin Ina-Marie, Herzeleide und Oskar jr. (1925)

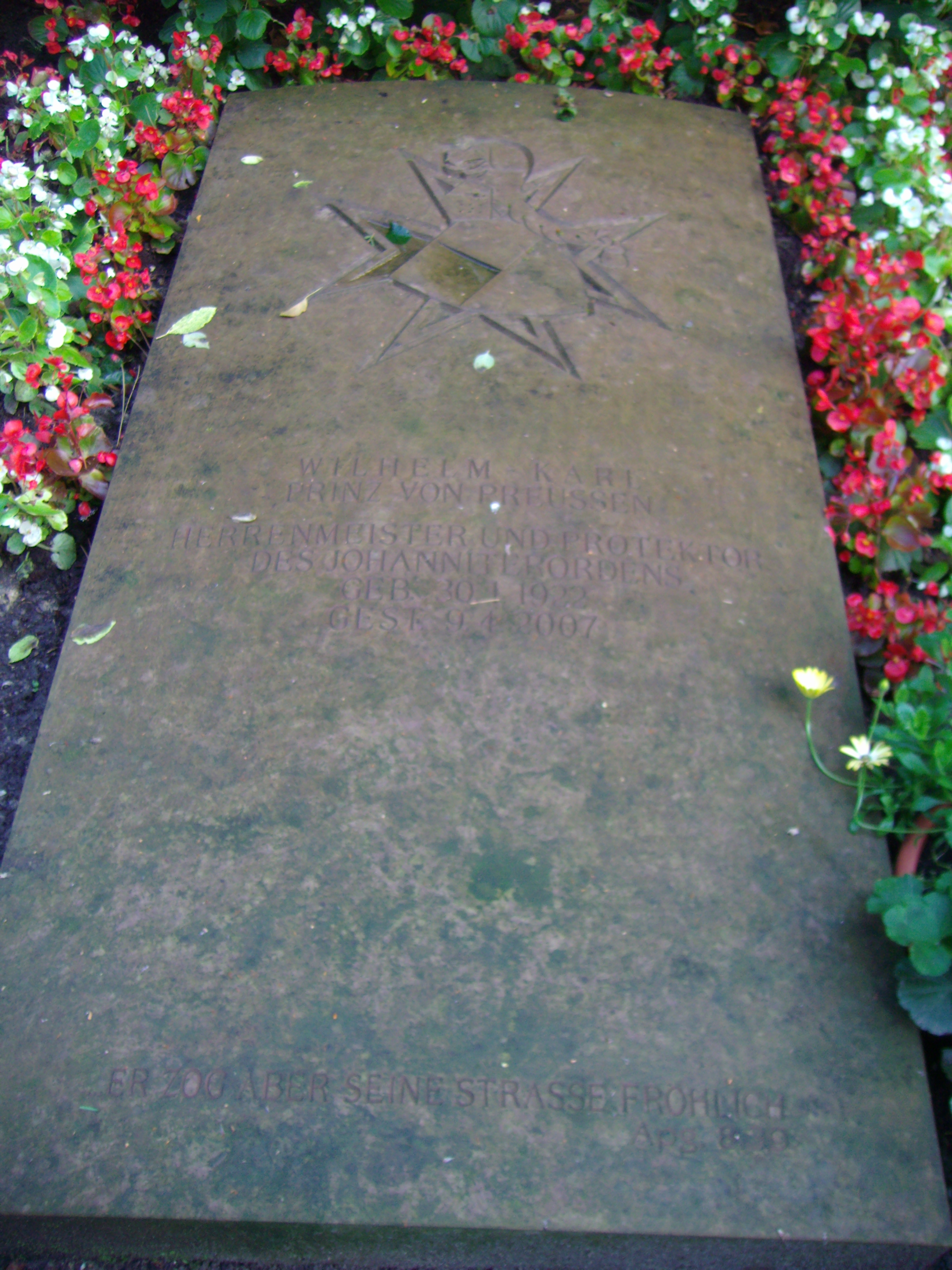
Grab von Wilhelm Karl Prinz von Preußen auf dem Bornstedter Friedhof in Potsdam

Wilhelm Karl Adalbert Erich Detloff Prinz von Preußen (* 30. Januar 1922 in Potsdam; † 9. April 2007 in Holzminden) war Herrenmeister des Johanniterordens und ein Enkel Kaiser Wilhelms II.

## Leben
Wilhelm Karl war das jüngste der vier Kinder des Kaisersohnes Prinz Oskar von Preußen (1888–1958) und seiner Ehefrau Ina Marie geborene Gräfin von Bassewitz-Levetzow (1888–1973).
Ein geplantes Jurastudium hatten die Nationalsozialisten ihm verwehrt. Er diente in der Wehrmacht als Oberleutnant der Reserve. Bereits im Jahre 1944 wurde er in den Johanniterorden aufgenommen. Zum Ende des Zweiten Weltkriegs gelangte er über Potsdam zum  Rittergut Westerbrak der Familie von Grone bei Bodenwerder. Von 1958 bis Herbst 1999 war er als Nachfolger seines Vaters 36. Herrenmeister der Balley Brandenburg des Ritterlichen Ordens Sankt Johannis vom Spital zu Jerusalem (Johanniterorden). Zu seinen Verdiensten während seiner Amtszeit als Herrenmeister zählt der Ausbau der diakonischen Tätigkeit des Ordens, der Johanniter-Hilfsgemeinschaft(en) und der Johanniter-Unfall-Hilfe sowie die Rückübertragung der Ordenshäuser im Osten Deutschlands.
Aus seiner 1952 geschlossenen Ehe mit Armgard von Veltheim (1926–2019) hatte er eine Tochter Donata-Viktoria (* 1952) und zwei Söhne, Wilhelm-Karl (* 1955) und Oskar (* 1959).  Der Historiker Dr. phil. Oskar Prinz von Preußen ist seit 1999 als Nachfolger seines Vaters der Herrenmeister des Johanniterordens.
Bis Ende der 1970er Jahre war er Mitglied der CDU im Kreistag und Stadtrat von Holzminden.
Er wurde am 18. April 2007 auf dem Friedhof Potsdam-Bornstedt begraben, wo auch sein 1939 gefallener Bruder Oskar bestattet ist.

## Beruf
Nach einer landwirtschaftlichen Ausbildung hatte er eine enge Verbindung zur Familie Gerberding geknüpft. Von 1960 bis 1984 war er Geschäftsführer der Firma Dragoco mit Sitz in Holzminden – einem Unternehmen der Duft- und Geschmackstoffindustrie – und vor allem für Niederlassungen in den USA zuständig.

## Auszeichnungen
- Verdienstkreuz 1. Klasse des Verdienstordens der Bundesrepublik Deutschland (1982)
- Großes Verdienstkreuz des Verdienstordens (1988)
- Großes Verdienstkreuz mit Stern des Verdienstordens der Bundesrepublik Deutschland, verliehen am 9. März 2001 in Hannover durch Ministerpräsident Sigmar Gabriel
- Großkreuz des Verdienstordens Pro Merito Melitensi des Souveränen Malteserordens[3]
- Haarmannplakette und 2002 Ehrenbürgerschaft der Stadt Holzminden

## Publikationen

### Bücher
- Wilhelm-Karl Prinz von Preußen: Auftrag des Johanniters. Ansprachen und Aufsätze. Nieder-Weisel 1983 (= Heft 11 der Schriftenreihe des Hessischen Genossenschaft des Johanniterordens).
- Wilhelm-Karl Prinz von Preußen und Bernd Baron Freytag von Loringhoven: Johanniter und der 20. Juli 1944. 2. Auflage, Nieder-Weisel 1989 (= Heft 14 der Schriftenreihe des Hessischen Genossenschaft des Johanniterordens).
- Wilhelm-Karl Prinz von Preußen, Karl-Günther von Hase und Hans Poeppel: Die Soldaten der Wehrmacht. Herbig, München 1998 (6. Auflage 2000), ISBN 3-7766-2057-9.

### Aufsätze
(Auswahl)
- Ein Kaiserenkel zu den Tagebüchern des Sigurd v. Ilsemann. In: Frankfurter Allgemeine Zeitung, 8. Dezember 1967, Seite 9
- Replik eines Preußen. In: Evangelische Kommentare 10, 1980
- Kein Operettenregiment. In: Die Zeit, 13. Mai 1988
- Johannes der Täufer: Patron des Johanniter-Ordens. In: Der Johanniterorden. 3/1989
- Mein Preußenbild. In: Reinhard Appel, Karl-Günther von Hase (Hrsg.): Preußen 1701/2001. eco, Köln 2001, S. 20–25, ISBN 3-934519-80-6